# Ортутёва
Ортутёва (словац. Ortuťová) — село и одноимённая община в округе Бардеёв Прешовского края Словакии.

## История
Впервые упоминается в 1414 году. Населенное украинцами, но после Второй мировой войны, под угрозой переселения в СССР, абсолютное большинство крестьян переписалась на словаков.
В селе есть греко-католическая церковь св. Архангела Михаила, построенная в 1840—1842 годах в стиле классицизма.
Из села происходит первый епископ Американской Карпато-Русинской Церкви Вселенской патриархии Орест (Чорнок).

## Население
| Год:                | 1994 | 2004    | 2014     | 2024     |
| ------------------- | ---- | ------- | -------- | -------- |
| Количество человек: | 199  | 203     | 174      | 216      |
| Разница:            |      | +2,01 % | −14,28 % | +24,13 % |

Село имеет 162 жителя.
Национальный состав населения (по данным последней переписи населения 2001 года):
- словаки — 78,90 %
- цыгане — 13,76 %
- русины — 4,13 %
- украинцы — 2,75 %
- чехи — 0,46 %

Состав населения по принадлежности к религии состоянию на 2001 год:
- греко-католики — 83,94 %,
- римо-католики — 9,63 %,
- протестанты — 0,92 %,
- православные — 0,92 %,
- не считают себя верующими или не принадлежат к одной вышеупомянутой церкви — 4,13 %